# 约瑟夫·菲利普斯
约瑟夫·菲利普斯（英語：Joseph Phillips，1911年3月24日—1987年11月13日），印度男子曲棍球运动员。他曾代表英属印度代表队参加1936年夏季奥林匹克运动会曲棍球比赛，获得一枚金牌。